# 巴提斯·勒貢特
巴提斯·勒貢特（法語：Patrice Leconte，法語發音：[patʁis ləkɔ̃t]；1947年11月12日—）是法國電影導演、編劇、演員、連載漫畫家。

## 生平
1989年，巴提斯·勒貢特以《伊尔先生》首度進入第42屆坎城影展正式競賽單元；1996年，又以《荒誕無稽》獲選為第49屆坎城影展正式競賽片，並獲得凱薩獎最佳影片獎、凱薩獎最佳導演獎與英國電影學院獎最佳外語片，並代表法國角逐奧斯卡最佳外語片獎。
2001年他執導的《费利克斯与洛拉》進入第51屆柏林影展正式競賽單元；2002年，他以《火車上的男人》進入第59屆威尼斯影展正式競賽單元；2004年，他執導的《親密陌生人》獲選為第54屆柏林影展正式競賽片。

## 電影作品

### 劇情長片
- 1989：《伊尔先生》(Monsieur Hire)
- 1996：《荒誕無稽》(Ridicule)
- 1999：《玩真的》(La fille sur le pont)
- 2000：《雪地裡的情人》(La veuve de Saint-Pierre)
- 2001：《费利克斯与洛拉》(Félix et Lola)
- 2002：《火車上的男人（法语：L'Homme du train (film, 2002)）》(L'Homme du train)
- 2004：《親密陌生人》(Confidences trop intimes)
- 2006：《我最好的朋友（法语：Mon meilleur ami (film)）》(Mon meilleur ami)
- 2011：《看海之旅》(Voir la mer)
- 2012：《自殺專賣店》(Le Magasin des suicides，動畫)
- 2014：《請勿打擾》(Une heure de tranquillité)
- 2018：《折衷辦法》(L'art du compromis)

### 紀錄片
- 2005：《多古拉之歌》(Dogora: Ouvrons les yeux)

## 外部連結
- 巴提斯·勒貢特在互联网电影资料库（IMDb）上的資料（英文）